# Tsjechov (musical)
Tsjechov is een Nederlandstalige musical over de Russische schrijver Anton Tsjechov uit 1988.
De musical is het geesteskind van Dimitri Frenkel Frank en Robert Long en behandelt het leven van Tsjechov in de jaren 1888 tot 1904. Hij schreef in die periode twee belangrijke stukken: De meeuw en De kersentuin.

## Geschiedenis
De musical beleefde zijn Nederlandse première op 27 september 1991 in de Stadsschouwburg te Amsterdam. Producent was John van de Rest. Na diens faillissement nam Joop van den Ende de show over.

## Rolverdeling
| Rol            | Cast conceptalbum     | Cast 1991-1993                                     | Cast 2000-2001                     |
| -------------- | --------------------- | -------------------------------------------------- | ---------------------------------- |
| Anton Tsjechov | Robert Long           | Boudewijn de Groot                                 | Boudewijn de Groot                 |
| Maxim Gorki    | Rob de Nijs           | Jan Elbertse, Victor van Swaay                     | Danny de Munk                      |
| Lika           | Simone Kleinsma       | Ryan van den Akker, Caroline Beukman               | Anne-Mieke Ruyten, Betty Vermeulen |
| Olga           | Jasperina de Jong     | Lenette van Dongen                                 | Annette Nijder                     |
| Masja          | Martine Bijl          | Ine Kuhr                                           | Caya de Groot, Evelyn Kallansee    |
| Potapenko      | Robert Paul           | Marcel de Groot, Hans van Gelder, Victor van Swaay | Alex Klaasen                       |
| Dienstmeisje   | Corry Konings         | Nicole Berendsen                                   | Anne-Marie Jung, Hilke Bierman     |
| Tolstoj        | André van den Heuvel  | Johan Ooms                                         | Wil van der Meer                   |
| Soevorin       | Gerard Cox            | Johan Ooms                                         | Wil van der Meer                   |
| Stanislavski   | Dimitri Frenkel Frank | Frans Spek                                         | Dick Cohen                         |
| Censor         | Johan Ooms            | Frans Spek                                         | Dick Cohen                         |
| Petja          | -                     | Armand Pol                                         | Dick Cohen                         |

## Conceptalbum
Al voor de musical verscheen in 1989 bij Mercury Records het album Tsjechov. Hierop zingt een aantal bekende Nederlandse artiesten een aantal liedjes uit de musical. Het album haalde de Nederlandse Album Top 100 niet. Het album leverde wel een hit op: Vanmorgen vloog ze nog van Martine Bijl, Simone Kleinsma, Robert Paul en Robert Long. Die single hield het twaalf weken in de Nederlandse Single Top 100 uit met nummer vijftien als hoogste notering. Het album werd met een Edison bekroond. In 1992 volgt er dan een album met de liveregistratie van de musical, dit album bereikte wel de Nederlandse Album Top 100.

## Hitnotering

### NederlandseAlbum Top 100
| Hitnotering: 22-02-1992 t/m 14-03-1992 | Hitnotering: 22-02-1992 t/m 14-03-1992 | Hitnotering: 22-02-1992 t/m 14-03-1992 | Hitnotering: 22-02-1992 t/m 14-03-1992 | Hitnotering: 22-02-1992 t/m 14-03-1992 | Hitnotering: 22-02-1992 t/m 14-03-1992 |
| Week:                                  | 1                                      | 2                                      | 3                                      | 4                                      |                                        |
| -------------------------------------- | -------------------------------------- | -------------------------------------- | -------------------------------------- | -------------------------------------- | -------------------------------------- |
| Positie:                               | 91                                     | 67                                     | 65                                     | 78                                     | uit                                    |

'14-'18 · '40-'45 (België) · '40-'45 (Nederland) · 1830 · De 3 Biggetjes · 3 Musketiers · Aida · Albert I · Alice in Wonderland · A xXxmas Carola · Anatevka · Assepoester · Belle en het Beest · Billie Holiday · Bloedbroeders · The Bodyguard · Cabaret · Camelot · Cats · Chicago · Ciske de Rat · Cyrano de Bergerac · De Schone van Boskoop · Daens · Damiaan · Dirty Dancing · Doe Maar! · Domino · Doornroosje · Dracula · Drood · Elisabeth · Evita · Fame · De Finale · Flashdance · Foxtrot · Goodbye, Norma Jeane · Grease · Hair · High School Musical · De Jantjes · Jeanne d'Arc · Jekyll & Hyde · Jersey Boys · Jesus Christ Superstar · Kadanza · De kleine zeemeermin · Koning van Katoren · Kruimeltje · Kuifje: De Zonnetempel · Kunt u mij de weg naar Hamelen vertellen, mijnheer? · The Last Five Years · Lelies · The Lion King · The Little Mermaid · Love Story · Lover of Loser · Mamma Mia! · De man van La Mancha · Marie-Antoinette · Mary Poppins · Les Misérables · Miss Saigon · Muerto! · De Muze van Rubens · My Fair Lady · On Your Feet! · Op hoop van Zegen · Oorlogswinter · The Passion · Pauline & Paulette · The Phantom of the Opera · Pinokkio · Red Star Line · Rembrandt · Robin Hood · Romeo en Julia, van Haat tot Liefde · De Rozenoorlog · Rubens · Shhh...it happens! · Shrek · Soldaat van Oranje · Spring Awakening · De sprookjesmusical Klaas Vaak · Sneeuwwitje · The Sound of Music · Tarzan · Titanic · Turks fruit · Urinetown · De Vliegende Hollander · Wat Zien Ik?! · Wicked · The Wild Party · The Wiz · Wickie de viking de musical
    Portaal Musical